# John Ingmansson
Johan (John) Ingmansson (i riksdagen kallad Ingmansson i Stensnäs, senare Ingmansson i Stockholm), född 17 februari 1845 i Elleholms socken, död där 22 januari 1923, var en svensk skeppsredare och riksdagsman (liberal). 
John Ingmansson, som kom från en torparfamilj, började sin bana som skeppspojke och arbetade sig upp till innehavare av en omfattande rederirörelse och en mycket stor förmögenhet. Han ägde godsen Stensnäs gård och Elleholms hovgård i Blekinge och var även styrelseordförande i Bank AB Norden 1920-1923. 
Han var riksdagsledamot i första kammaren 1911-1921 för Blekinge läns valkrets och tillhörde Liberala samlingspartiets vänsterflygel, särskilt i militära frågor. I riksdagen var han bland annat suppleant i bankoutskottet 1911-1916.
Han gav ekonomiskt stöd bland annat till fredsarbetet och gjorde i livstiden en del större donationer, på sammanlagt över 1 miljon kronor, till befrämjande av sjukvården i Blekinge län.